# Traci Curry
Traci A. Curry (* im 20. Jahrhundert) ist eine US-amerikanische Film- und Fernsehproduzentin, die vor allem Dokumentarfilme produziert.
Mit B.Free Media gründete Curry eine eigene Produktionsfirma. Ihr Schaffen umfasst journalistische Arbeiten und Produktionen für verschiedene US-amerikanische Fernsehsender und Formate in den letzten zwanzig Jahren. Sie lebt in New York City. Curry studierte Kommunikation an der University of Pennsylvania, gefolgt von ihrem Masterstudium im Bereich Journalismus an der University of California, Berkeley, das sie 2005 abschloss. Curry arbeitete jahrelang als Produzentin für AM Joy von MSNBC in New York City. Im März 2018 wechselte sie zu Firelight Media & Films.
Currys Arbeiten beschäftigen sich mit gesellschaftlichen und politischen Themen und Bewegungen, so mit den Black Panthers und The Peoples Temple. Sie erhielt für ihre Arbeit auch eine MacArthur Fellowship. Die Produktion Attica fokussiert auf das US-amerikanische Gefängnissystem und zwar anhand der titelgebenden Attica Correctional Facility und den dortigen Ereignissen von vor mehr als 50 Jahren, die in einer Revolte mündeten.
Gemeinsam mit Stanley Nelson inszenierte sie den 2021 veröffentlichten Dokumentarfilm Attica. Die Produktion war ihr Regiedebüt. Neson und Curry erhielten 2021 hierfür eine Nominierung bei den Critics’ Choice Documentary Awards, 2022 folgte die Oscar-Nominierung in der Kategorie Bester Dokumentarfilm.
Im Jahr 2022 wurde sie in die Academy of Motion Picture Arts and Sciences (AMPAS) berufen, die alljährlich die Oscars vergibt.